# Bengt Braun

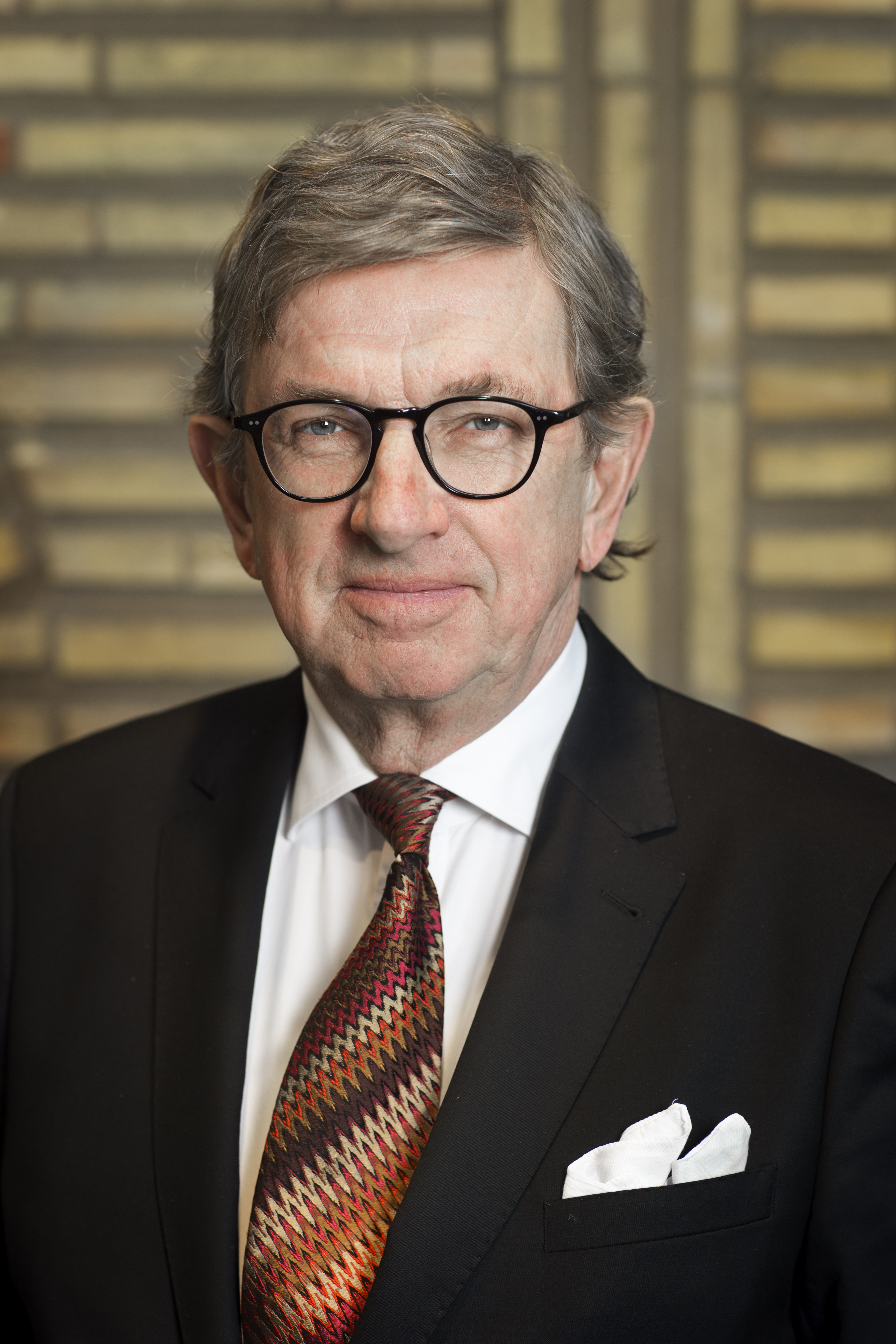
Bengt Braun, 2014

Bengt Braun, född 16 juni 1946, var verkställande direktör för Bonnier AB från 1998 till 2008. Han var tidigare verkställande direktör för Tidnings AB Marieberg, ett börsnoterat dotterbolag till Bonnier AB. 
Braun efterträddes som koncernchefen och verkställande direktör av Jonas Bonnier. Braun var medlem av Skandias styrelse mellan 1989 och 2001 samt blev ordförande 2003, men avgick i samband med Skandia-affären.
Bengt Braun är jurist och civilekonom samt reservofficer i svenska marinen.